# Chondrorhyncha panguensis
Chondrorhyncha panguensis là một loài thực vật có hoa trong họ Lan. Loài này được Dodson ex P.A.Harding mô tả khoa học đầu tiên năm 2008.